# Le Train (film, 1973)
Pour les articles homonymes, voir Le Train.
Pour plus de détails, voir Fiche technique et Distribution.
Le Train est un film franco-italien de Pierre Granier-Deferre, sorti en 1973. Il est tiré du roman du même nom de Georges Simenon.

## Synopsis
Mai 1940 : le film commence dans la petite ville de Funnoy (nom modifié de Fumay, dans les Ardennes, France) au début de l'offensive allemande à travers la Belgique. On voit passer des réfugiés belges dans un climat très calme et sous un grand soleil.
Julien Maroyeur est réparateur de postes de radio et sa femme Monique est enceinte. L'exode ayant commencé, ils se rendent à la gare. Monique et leur fille ont le droit de monter dans une voiture de première classe, mais Julien doit monter dans le dernier véhicule remorqué du train : un fourgon où se trouvent déjà Julie, une prostituée et d'autres voyageurs.
En attendant qu'une locomotive soit attelée, Julien va voir sa femme et sa fille dans leur voiture en tête du train. Quand il revient et remonte dans le fourgon il découvre Anna, une belle jeune femme mystérieuse.
Le train roule vers le sud. Lors d'un arrêt pour charger de l'eau, ils doivent accueillir d'autres réfugiés dont une jeune mère allaitant son bébé. Julien est intimidé par la beauté et le caractère mystérieux d'Anna.
Dans une grande gare, le train doit s'arrêter toute la nuit pour laisser passer des convois militaires. Mais le train est coupé en deux et Julien ainsi séparé de sa femme et de sa fille.
Des soldats interdisant au conducteur de passer sur un pont sur la Loire, Julien se propose pour conduire le train de l'autre côté du fleuve, ce qui lui est accordé. Il regagne son fourgon sous les applaudissements.
Le train est arrêté par un bombardement. Tous descendent et, sous l'émotion, Anna se retrouve dans les bras de Julien. Ils font l'amour dans la nuit.
Le voyage se poursuit plutôt joyeusement, mais le train est mitraillé et plusieurs voyageurs sont tués, dont la jeune mère. Finalement, le train arrive à La Rochelle.
Julien fait passer Anna pour sa femme afin qu'elle ne soit pas internée. Ils se rendent à l'hôpital où est soignée Monique qui a accouché. Mais pendant que Julien va voir sa femme, Anna s'en va et disparaît.
Julien reprend sa vie quotidienne avec sa femme dans les Ardennes. Mais en 1943, en hiver, il est convoqué par la police.
La police montre à Julien des faux papiers au nom de sa femme mais avec la photo d'Anna. Julien commence en niant la connaître, mais le policier les met en présence. Après un instant, sans parler, Julien reconnaît implicitement Anna en lui caressant la joue. Le policier laisse alors entendre que, puisqu'ils se connaissent, il voit en Julien, bon père de famille mais cependant amant d'Anna, une couverture parfaite pour l'activité d'Anna dans la Résistance. Le film s'arrête là.

## Fiche technique
- Titre : Le Train
- Réalisation : Pierre Granier-Deferre
- Scénario : Pierre Granier-Deferre et Pascal Jardin, d'après Le Train de Georges Simenon
- Assistants réalisateur : Philippe Lefebvre, Denys Granier-Deferre et Jean Léon
- Production : Raymond Danon pour Lira Films (Paris) ; Capitolina Produzioni Cinematografiche (Rome)
- Musique : Philippe Sarde
- Photographie : Walter Wottitz
- Montage : Jean Ravel
- Son : Jean Labussière
- Décors : Jacques Saulnier
- Costumes : Jacqueline Moreau
- Langue : français
- Format : couleur - 1,66:1 - Mono - 35 mm
- Durée : 95 minutes
- Tournage : du 5 juin au 8 août 1973
- Date de sortie : 31 octobre 1973

## Distribution
- Jean-Louis Trintignant : Julien Maroyeur, un réparateur de postes de radio de Funnoy, marié avec un enfant. Myope et réformé, il fuit devant l'avancée allemande.
- Romy Schneider : Anna Küpfer, une jeune juive allemande dont Maroyeur tombe amoureux dans le train.
- Niké Arrighi : Monique Maroyeur, la femme enceinte de Julien
- Maurice Biraud : Maurice, un déserteur, passager du train de l'exode
- Régine : Julie, une prostituée, passagère du train de l'exode
- Serge Marquand : le moustachu, une gouape, passager du train de l'exode
- Franco Mazzieri : le maquignon, passager du train de l'exode
- Paul Amiot : François dit « Verdun », un ancien combattant, passager du train de l'exode
- Jean Lescot : René
- Roger Ibáñez : l'émigré espagnol, passager du train de l'exode
- Anne Wiazemsky : la paysanne fille-mère, passagère du train de l'exode
- Paul Le Person : le commissaire, un homme de la Gestapo
- Henri Attal : le chauffeur de la locomotive
- Pierre Collet : le maire de Funnoy
- Jean-Pierre Castaldi : le sergent
- Marcel Dalio : le capitaine maladroit qui se tire une balle dans le pied
- Jacques Alric : le gendarme
- Paul Bonifas : le voisin
- Carlo Nell : un passager sur le quai de la gare de Moulins
- Lucienne Legrand : ?
- Jacques Maury : ?
- François Valorbe : le chef de train
- André Rouyer : le mécanicien de la locomotive
- Georges Spanelly : le vieux du château d'eau
- Isabelle Le Gallou : Jocelyne
- Georges Hubert : un vieillard
- Jacques Rispal : l'employé de l'état-civil
- Michel Dupleix : le chef de gare

## Lieux de tournage
- Allier
  - Moulins
- Ardennes
  - Fumay
- Charente-Maritime
  - La Rochelle
- Côte-d'Or
  - Recey-sur-Ource
- Loir-et-Cher
  - Chaumont-sur-Loire
  - Onzain
- Haute-Marne
  - Langres
  - Poinson-les-Grancey
- Hauts-de-Seine
  - Studios de Boulogne à Boulogne-Billancourt
  - Paris. Entrée du Lycée Jean-Baptiste SAY (16e arrondissement)

## Production

### Origine de l'histoire
Le film reprend des souvenirs du réalisateur Pierre Granier-Deferre qui avait lui-même vécu l'exode. Il montre un fort contraste entre les dramatiques évènements de la guerre et la vie quotidienne de l'exode, souvent drôle et agréable sous le soleil.

### Différence entre le dénouement du film et du roman
Le film se termine d'une manière très différente du roman Le Train de Georges Simenon. Dans le roman, Anna demande à Julien de l'héberger parce qu'elle est traquée par la Gestapo. Julien ne veut pas prendre le risque et Anna n'insiste pas. Quelques semaines plus tard, elle est fusillée.

### Distribution
C'est le dernier film du comédien Paul Amiot.

### Accessoire
La traction du train fut assurée par une locomotive à vapeur 230 G 353 de la SNCF.  Anachronisme : des locomotives à vapeur 141 R sont aperçues par deux fois dans le film alors qu'elles ne sont arrivées qu'après 1945.